# Seleț, Volodîmîr-Volînskîi
Seleț (în ucraineană Селець) este localitatea de reședință a comunei Seleț din raionul Volodîmîr-Volînskîi, regiunea Volînia, Ucraina.

## Demografie
Componența lingvistică a localității Seleț
     Ucraineană (99,04%)
     Alte limbi (0,96%)
Conform recensământului din 2001, majoritatea populației localității Seleț era vorbitoare de ucraineană (99,04%), existând în minoritate și vorbitori de alte limbi.